# Rindfleischetikettierungsgesetz
Das Rindfleischetikettierungsgesetz (RiFlEtikettG) legt die besondere Etikettierung von Rindfleisch fest. Es wurde aufgrund der EG-Verordnung 820/97 erlassen, unter anderem um der Verbreitung der BSE-Seuche entgegenzuwirken.
Das Rindfleischetikettierungsgesetz ist ein Bundesgesetz zur Umsetzung von einigen Verordnungen der Europäischen Union bezüglich der Nachverfolgung des Ursprungs von Rindfleisch und Rindfleischerzeugnissen.
In der ersten Version von 1998 wurde es dem Marktteilnehmer erlaubt, die Etikettierungsdaten soweit nötig zu erheben, zu lesen und zum Beispiel zur Einschätzung des Fleisches zu verwenden. Der Marktteilnehmer ist in dem Fall jeder Beteiligte außer dem Endverbraucher.
Die 2. Fassung vom 17. November 2000 legt ein verbindliches Etikettieren von Rindfleisch und Rindfleischprodukten fest. Auf den Etiketten müssen Angaben zu Geburt, Mast, Schlachtung und Zerlegung des Tieres, von dem das Fleisch stammt, gemacht werden.
Das Rindfleischetikettierungsgesetz legt außerdem fest, welche Behörden zuständig für die Überwachung, Genehmigung und Auskunftserteilung zuständig sind und welche Strafen und Bußgelder bei Verstößen verhängt werden können.
Der Strafmaßkatalog des Gesetzes vom Jahre 2000 sieht Freiheitsstrafen bis zu einem Jahr vor.

## Rechtsvorschriften zur Rindfleischetikettierung
In chronologischer Reihenfolge:
- EG-Verordnung Nr. 1760/2000 und Nr. 1825/2000
- Rindfleischetikettierungsüberwachungsaufgabenübertragungsgesetz des deutschen Bundeslandes Mecklenburg-Vorpommern von 1999
- Rindfleischetikettierungsverordnung von 1998
- aufgehoben[1]: Rindfleischetikettierungs-Strafverordnung (Verordnung zur Durchsetzung des Rindfleischetikettierungsrechts) von 2001
- Allgemeine Verwaltungsvorschrift zur Überwachung der Rindfleischetikettierung AVV